# カロレーイ
カロレーイ（イタリア語: Carolei）は、イタリア共和国カラブリア州コゼンツァ県にある、人口約3,400人の基礎自治体（コムーネ）。

## 地理

### 位置・広がり

#### 隣接コムーネ
隣接するコムーネは以下の通り。
- ディピニャーノ
- ドマーニコ
- メンディチーノ

## 行政

### 分離集落
カロレーイには、以下の分離集落（フラツィオーネ）がある。
- Cardili, Casino Cioppo, Deposito, Lacconi, Monache, Pantanolungo, Treti, Vadue